# 风衣

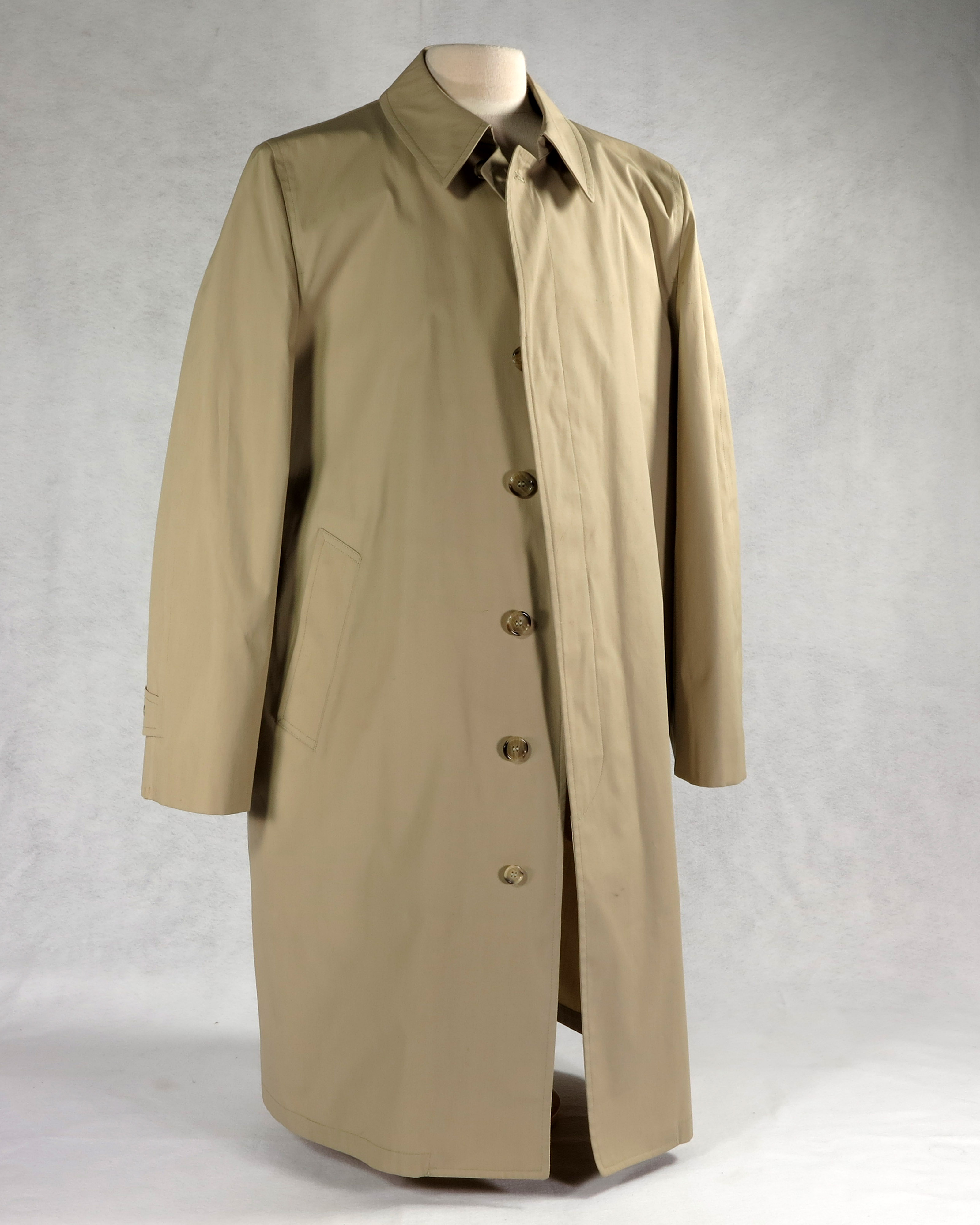
杰拉尔德·福特總統曾穿过，带有防彈背心的风衣

风衣中文里指一种能遮风、挡雨、御寒的多功能日用长衣外衣，是外套的一类。
英文中可以指改良自雨衣用来防风防雨的大衣（英語：Trench coat）或是仅是用来防风保暖的外套（英語：Windbreaker、Windcheater）。
同时因为英文中收录了许多外来词以及不同地区的演变，有许多词汇翻译成中文后也被归类为风衣。但这类词汇在日常生活中较少用到，英文中甚至可以直接用外套Coat代替，因此不是本条目讨论重点。

## Trench Coat
这类风衣也叫风雨衣或乾濕褸，因为它改良自1850年代一次世界大战时，设计给英国和法国的军官士兵所穿着的雨衣，所以在美式口语中，这类风衣也直接被称为雨衣Raincoat。巴宝莉（Burberry）和雅格狮丹(Aquascutum)这两个英国服装公司都声称自己是该风衣最早的创始发明者，不过巴宝莉占了上风，因此现在一讲到Trench Coat许多人就想到巴宝莉。
有一个误解就是Trench Coat一定会有个腰带，不过其实不管巴宝莉还是雅格狮丹都有卖没有腰带的Trench Coat  。

## Windbreaker

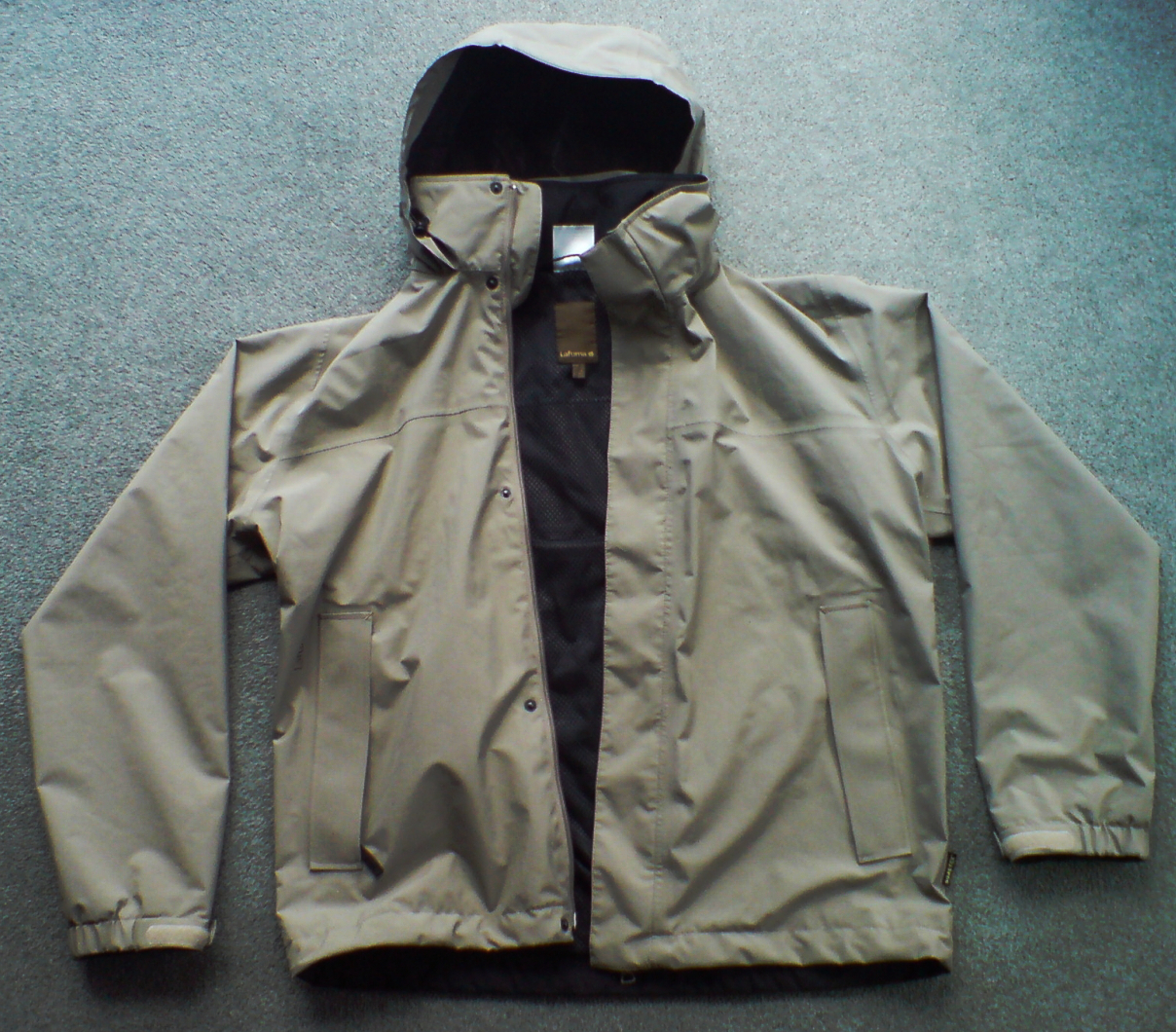
Windbreaker风衣（Hoodie）

这类风衣也叫风褛、外套、大衣，通常是指短身拉链的外套。它也具备了基本的防雨防风的功能，比如常见的夾克就归这类。这类风衣传统上是没有帽子的，但后来也出现有帽子的改良了。而更近期的風褸除了純色之外更加入了很多不同的元素，例如不同顏色或布料拼接，甚至較天馬行空的全件印刷都可以在實物中程現出來。

### Hoodie
Hood（兜帽）的派生，可以理解成Windbreaker+帽子，虽然正确的中文名叫连帽衫、连帽卫衣，但也有少数人叫成风衣。

## 防塵衣

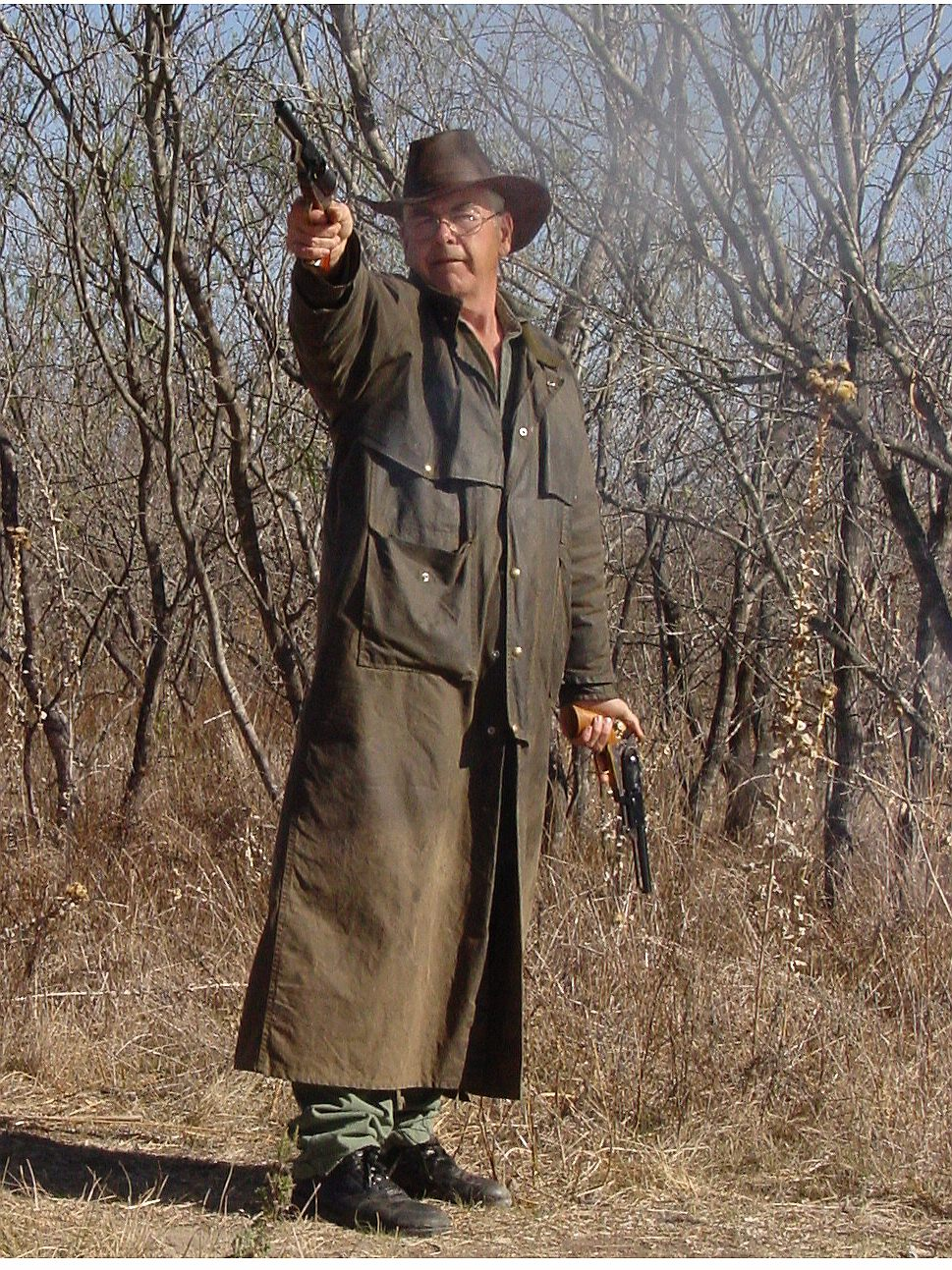
穿着Duster的牛仔

防尘衣（Duster或Duster Coat） 是早期美国西部牛仔装在身上的外套，主要作用是在骑马时保护他们的衣服，以及防尘。20世纪后，人们改为用来坐车时防尘。